# Servicio Estatal de Migración de Ucrania
El Servicio Estatal de Migración de Ucrania (SMS): es una agencia gubernamental de Ucrania que administra las políticas en las áreas de inmigración (tanto legal como ilegal), emigración y ciudadanía, así como el sistema de registro de residentes. Es parte del Ministerio del Interior de Ucrania y su nacimiento se dio en el año de 2010.

Logo del Servicio Estatal de Migración de Ucrania

El 11 de octubre de 2021, el Gabinete de Ministros de Ucrania nombró a Natalia Naumenko jefa del Servicio Estatal de Migración de Ucrania.

## Historia
El Servicio Estatal de Migración de Ucrania fue creado por el Decreto del Presidente de Ucrania sobre la optimización del sistema de órganos ejecutivos centrales, de 9 de diciembre de 2010, N.º 1085/2010.
En abril de 2011, el Reglamento del Servicio Estatal de Migración de Ucrania fue aprobado mediante el Decreto Presidencial N.º 405/2011, de 6 de abril de 2011, que define las principales tareas, funciones y competencias del Servicio Estatal de Migración de Ucrania.
En agosto de 2014, el Gabinete de Ministros de Ucrania adoptó un nuevo Reglamento sobre el Servicio Estatal de Migración de Ucrania mediante la Resolución núm. 360 de 20 de agosto de 2014.